# 佐伯松三郎
佐伯 松三郎（さえき まつさぶろう、1897年1月21日 - 没年不詳）は、日本の実業家、日本サーモコン株式会社元代表取締役社長、会長。東京鋼管代表取締役社長。立教学院元理事、立教大学校友会元副会長。
戦時中の国の理科系強化施策の中で、文科系の閉鎖や統合が進む中、立教理科専門学校（現・立教大学理学部）の設立に尽力し、立教大学の閉鎖を防ぎ存続・継続させ、立教の名を現在に残した立役者の一人。

## 人物・経歴
岐阜県出身。1921年（大正10年）、立教大学商学部を卒業。学生時代は創部まもない体育会テニス部（1916年創部）に所属した。
実業家として活躍しつつ、立教学院の理事としても学院の運営に深く携わり、戦時中には後述の立教理科専門学校（現・立教大学理学部）の設立に尽力した。1951年6月には立教大学同窓会（現・校友会）副会長に選任されるなど、長く大学の発展に寄与した。
経営する佐伯商店は、戦後にはステンレス製品の製造・加工を営むとともに、建築部材商社としても日本セメント（現・太平洋セメント）の特約販売店やアサノスレートの特約販売店も営んだ。
1956年（昭和31年）に日本セメント株式会社（現・太平洋セメント）の関連会社として、建築現場で製造、打設する発泡コンクリート工法の資材であるサーモコンを扱う日本サーモコン株式会社が設立され、同社代表取締役社長に就任した。
1957年（昭和32年）にも引き続き立教大学同窓会（現・校友会）の副会長を務めている。
立教理科専門学校の設立に尽力
戦時中、科学技術教育の立ち遅れを解消しようと戦時体制の強化が進められる中で、国による高等教育機関の理科系拡充の施策が進められたが、立教大学においては文学部を閉鎖し、理科系の強化が進められた。当初の理科系強化策は、以前から検討されてきた医学部の開設構想をふまえて、聖路加国際病院と合併して医学部を設置する先の構想を再び本格化させるものであった。しかし、省庁間の縄張り争いの中で、文部省の許可は取り付けたものの、厚生省の承認が得られず、医学部開設構想は頓挫した。その後、校友の一部が熱心な活動を行い、1943年3月から4月の段階において、医学部設立に代わって新たに理科専門学校を開設する構想が立ち上がった。この活動に校友として最も精力的に尽力したのが佐伯松三郎であった。

佐伯の回想によると、佐伯は陸軍省に出向いて親友であった陸軍省の平井大佐に会い、立教大学の継続策について相談した。陸軍の内情や政情を知る平井からは、「このままでは第一番に立教は閉鎖されるから、陸軍のほうが自分が抑えるから、今年中にも早く理工学科を作れ」と佐伯を支援する。佐伯は、「今ここで立教の名が消えるのは吾々校友の努力が足りない」とみられるので一生懸命だったと語っている。佐伯は立教の同級生の大野信三（元立教大学経済学部教授、明治大学商学部部長）にも相談した。また、立教の卒業生ではないが、常に立教のことを考えていると話していた元先生にも会うなどするが、当時の世相から敵国の米国人が設立した立教に関係があると肩身が狭いと思われるのか全く相談にのってもらえなかったという。

こうしたことから、自分らの力で努力するより他にないと思い、懇意で現在の産業能率大学創設者の上野陽一（後の立教大学教授）に電話したところ、上野は統制会の委員を務めており、すぐに佐伯が経営する店にやってきた。そこで実情を話し、早くしかも金のかからない理工科系をつくる相談をしたところ、上野は真摯に相談にのってくれ、工業経営科と数学科をつくるようにと言ってくれた。上野は委員会で数学の藤森良蔵（立教中学校教諭、受験の神様と呼ばれた）を紹介するから頼むようにと早速電話連絡をしてくれ、一ツ橋にある事務所へ向かった。藤森は、「浅越金次郎先生（立教と商船学校の数学教師）が存命なら、当然先生が当たられるべきだが、私は浅越先生の弟子なので、代わりにやりましょう」と快諾してくれた。また、上野は『百万人の数学』の著者である今野武雄やその息子に協力を得られるよう話をつけてくれたが、その時、佐伯は涙がこぼれるほど嬉しかったという。
数日後、東大の掛谷宗一、気象台長の藤原咲平、理化学研究所の新田先生、文部省の専門家2名を一ツ橋学士会館に集めてくれ、佐伯から学校の現況を説明し、藤森とともに援助を要請した。佐伯は、科学的知識もなく、最も重要である文部省とも関わり合いがないので、立教学院理事長の松崎半三郎にも相談し、理化学研究所の仁科芳雄博士の高弟で、立教大学予科長を務める曾禰武（立教大学教授、後の開成中学校・高等学校校長）が最も適任者であるとして、立教理科専門学校の設立委員長をお願いした。佐伯の事務所で校友会の有志と度々協議会を開いて農科の設立案も出たが、南方占領地の鉱山資源開発のために地質探鉱科をつくることにした。幸いなことに、帝国石油副総裁の大村一蔵（日本地質学会会長、日本石油専務）、北海道炭鉱社長の嶋田氏、住友鉱山専務の三村起一（後に住友鉱業初代社長、現・住友金属鉱山）らが、立教大学の父兄であることが分かり、曾禰武とともに大村の自宅を訪ねて依頼した。大村は、とても協力してくれ鉱山統制会から当時の金額で三十万円という大金の寄付を取り付け、日本石油社員の専門家である大炊御門経輝も貸してくれるなど感激することとなった。
このように、佐伯を始めとする校友はかなりの危機感を持って、学校の存続のために取り組み、各方面の実力者にも働きかけを行った。大学の学部・学科の新設ではなく立教理科専門学校の新設となった経緯ははっきりしないが、早く金のかからない理工科というのが理由の一つと考えられる。1943年7月1日付で、藤森良蔵が財団法人立教学院企画委員に嘱託され、その後提出された認可申請書には、次年度以降の教員選定を行う詮衡委員12名の中に、大村一蔵、掛谷宗一（東京帝国大学理学部教授）、上野陽一（立教大学教授）が含まれ、学科担当者には大炊御門経輝を筆頭に帝国石油（当時、日本石油の鉱業部門は帝国石油に譲渡されていた）の関係者が多かった。
1943年7月22日には、立教大学予科長であった曾禰武に専門学校設立委員を嘱託する辞令が発せられ、続く8月1日には佐伯を含む校友・教員・職員の計10名に同委員が嘱託され、本格的な設置計画が練られていく。設置計画案は8月31日開催の立教学院理事会において全会一致で承認されて同日付で申請された。9月16日には、これまでの専門学校設立委員を引き続き務める6名に加えて、新たに5名のメンバーを迎えて、立教理科専門学校開校準備委員の嘱託がなされ、開校準備を進めつつ、その認可を待った。立教理科専門学校は、地質探鉱、工業数学、工業理学、工業管理（後、工業経営）の4学科から構成され、1学年400名を収容し、1944年4月1日に開設される運びとなった。また、開設主幹の曾禰武の尽力によって、数学科に藤原松三郎、化学科に久保田勉之助、地質学科に矢部長克、曾禰が物理を担当する各学界の泰斗たちによる布陣となった。さらに、翌1945年4月には、立教理科専門学校は立教工業理科専門学校に改組された。戦後となり、この理科専門学校および工業理科専門学校を元に、現在の立教大学理学部がつくられている。